# Novi Žednik
Novi Žednik (v srbské cyrilici Нови Жедник, maďarsky Újnagyfény) je vesnice v Srbsku, administrativně součást města Subotica, na samém severu země, u hranice s Maďarskem. V roce 2011 zde žilo 2381 obyvatel.
Do druhé světové války nesla vesnice název Đeneral Hadžićevo podle Stevana Hadžiće.
Vesnice se rozkládá nedaleko Starého Žedniku, v rovinaté krajině podunajské nížiny. V severo-jižním směru prochází Novým Žednikem železniční trať, která je vedena samotným středem obce. Nachází se zde i nádraží. Z trati v minulosti v Žedniku odbočovala trať do nedaleké obce Čantavir. Hlavní silniční tah prochází západo-východním směrem ze Starého Žedniku rovněž do Čantaviru. Východně od obce se nachází dálnice A1. Zhruba dvě třetiny obyvatel jsou srbské národnosti. Ve vesnici se nachází dva kostely, jeden je pravoslavný (sv. Trojice).